# Kiperunda
Kiperunda (gr. Κυπερούντα) – wieś w Republice Cypryjskiej, w dystrykcie Limassol. W 2011 roku liczyła 1516 mieszkańców.